# Karl Hasel
Karl Hasel (* 25. Januar 1909 in Karlsruhe; † 20. Februar 2001 in Freiburg im Breisgau) war ein deutscher Forstwissenschaftler. 
Er ist vor allem mit Arbeiten zur Forstgeschichte hervorgetreten und war einer der herausragendsten Forsthistoriker des 20. Jahrhunderts. Seine erstmals 1985 veröffentlichte Forstgeschichte. Ein Grundriß für Studium und Praxis ist das Standardwerk für den Hochschulunterricht in diesem Fach.

## Leben und Wirken
Karl Hasel wurde 1909 als einziges Kind des späteren Finanzrates Karl Hasel in Karlsruhe geboren, wo er auch aufwuchs und die Reifeprüfung am Humanistischen Gymnasium ablegte. Als Anwärter für den höheren badischen Forstdienst angenommen, studierte er anschließend Forstwissenschaft an der Albert-Ludwigs-Universität Freiburg und der Ludwig-Maximilians-Universität München. Zu seinen Lehrern gehörten Hans Hausrath, Max Endres, Christoph Wagner, Heinrich Weber, Ludwig Fabricius (1875–1967) und Victor Dieterich. Nach dem Studienabschluss 1931 und dem Vorbereitungsdienst innerhalb der badischen Forstverwaltung legte er im Jahr 1935 die Große Forstliche Staatsprüfung ab und war daraufhin Forstassessor. Im gleichen Jahr heiratete er auch.
Seine berufliche Laufbahn innerhalb der Forstverwaltung begann Hasel in den Forstämtern Forbach II, Herrenwies und Karlsruhe-Durlach, in denen er bis zum Beginn des Zweiten Weltkriegs 1939 tätig war. Bereits zu Kriegsbeginn zur Wehrmacht eingezogen – und während dieser Zeit zum Forstmeister ernannt – wurde er bereits 1940 wieder aus dem Kriegsdienst entlassen und als Sachbearbeiter an die Forstabteilung des badischen Finanz- und Wirtschaftsministeriums in seiner Heimatstadt Karlsruhe versetzt. Ab 1942 arbeitete Hasel im dortigen Forst- und Holzwirtschaftsamt als Transportreferent. Gleichzeitig ließ ihn aber auch sein Wunsch nach wissenschaftlicher Arbeit nicht ruhen. So promovierte er 1942 bei seinem Lehrer Hans Hausrath an der Naturwissenschaftlich-mathematischen Fakultät der Albert-Ludwigs-Universität Freiburg mit der forsthistorischen Untersuchung Die Entstehung und Entwicklung der Holzhauersiedelungen Herrenwies und Hundsbach im nördlichen Schwarzwald zum Dr. rer. nat.
Nach Kriegsende 1945 übernahm Karl Hasel die Leitung des Forstamtes Zell am Harmersbach, bis er im Frühjahr 1952 zur damaligen Landesforstverwaltung in Freiburg wechselte. Dort war er als Referent für Forstpolitik tätig und übernahm im Jahr darauf zusätzlich das Referat für Personalwesen für den höheren Dienst bei der nunmehrigen Forstdirektion Südbaden. Kurze Zeit später wurde Hasel zum Oberforstrat ernannt.
Parallel zu seiner Tätigkeit in der Forstpraxis und -verwaltung verfolgte er auch seine wissenschaftliche Karriere weiter. Im Jahr 1953 habilitierte er sich am Institut für Forstpolitik der Freiburger Fakultät mit der Schrift Wandlungen der Forstaufsicht über die Privatwaldungen in Baden. Im gleichen Jahr übernahm er als Dozent vertretungsweise die Vorlesung, bis zum 1. August 1954 Kurt Mantel von der Georg-August-Universität Göttingen auf den Freiburger forstpolitischen Lehrstuhl berufen wurde. Karl Hasel hielt jedoch auch weiterhin regelmäßig Vorlesungen zur Forstverwaltungslehre und zur Einführung in die Forstwissenschaft. 1959 wurde er zum außerplanmäßigen Professor ernannt.
Nach dem plötzlichen Unfalltod von Arnold Freiherr von Vietinghoff-Riesch im Jahr 1962 wurde Hasel 1963 als dessen Nachfolger zum Direktor des Instituts für Forstpolitik, Forstgeschichte und Naturschutz der Forstwissenschaftlichen Fakultät der Universität Göttingen in Hann. Münden und auf den damit verbundenen Lehrstuhl berufen, den er bis zu seiner Emeritierung innehatte. 1967 war er Dekan der Fakultät. 1968, zum hundertjährigen Bestehen der forstlichen Lehre in Hann. Münden – die Forstfakultät zog erst 1970 nach Göttingen um –, trug er die Quellen zur Geschichte der Forstlichen Fakultät der Georg-August-Universität Göttingen zusammen und hielt beim Jubiläumsfestakt auch die Festrede. Daneben betätigte er sich als Leiter des rechts- und forstpolitischen Ausschusses des Deutschen Forstwirtschaftsrates.
Seine rund 200 Veröffentlichungen auf den Gebieten Forstgeschichte, Forstpolitik, Forstrecht, Forstverwaltungslehre und Landespflege haben auch über die Forstwissenschaft hinaus große Beachtung gefunden. Besonders eingehend beschäftigte sich Hasel mit der Forstgeschichte seiner Heimat Baden-Württemberg und deren Vorgängerländern Baden und Württemberg, zu denen er mehrere umfassende Untersuchungen vorlegte. Der zeitliche Rahmen war dabei weit gespannt: Hasel wertete sowohl Dienerakten aus dem 18. Jahrhundert als auch Lebensläufe von Forstbeamten in der Zeit des „Dritten Reiches“ aus. Zudem begründete er die Darstellung Das Forstrecht in Baden-Württemberg.
Als seine Hauptwerke können die Lehrbücher Waldwirtschaft und Umwelt. Eine Einführung in die forstwirtschaftspolitischen Probleme der Industriegesellschaft (1971) und die als Emeritus verfasste Forstgeschichte. Ein Grundriß für Studium und Praxis (1985) gelten, die für die Fachgebiete richtungsweisend waren. Nach wie vor ist die Forstgeschichte das Standardwerk für den Hochschulunterricht in diesem Fach. 2002 erschien eine von Ekkehard Schwartz erweiterte und aktualisierte Auflage, darin eingearbeitet die forstgeschichtliche Entwicklung in der ehemaligen DDR. Diese Ergänzung hatte Hasel noch selbst angeregt.
Daneben gab Hasel 1976 die Lebensgeschichte Georg Ludwig Hartigs und eine Sammlung der Aufsätze von Victor Dieterich heraus und verfasste Studien über Friedrich Wilhelm Leopold Pfeil, die 1982 in Buchform veröffentlicht wurden. Nicht zuletzt dafür, aber auch für sein sonstiges Lebenswerk, wurde Hasel am 19. Oktober 1983 in Freiburg im Breisgau mit dem Wilhelm-Leopold-Pfeil-Preis ausgezeichnet. Zudem erhielt er für sein vielseitiges Engagement und Wirken das Bundesverdienstkreuz 1. Klasse.
Karl Hasel starb am 20. Februar 2001 im Alter von 92 Jahren in Freiburg im Breisgau.

## Schriften

### Eigene Bücher
- Die Entstehung und Entwicklung der Holzhauersiedelungen Herrenwies und Hundsbach im nördlichen Schwarzwald, Dissertation, Freiburg im Breisgau, 1942
- Herrenwies und Hundsbach. Ein Beitrag zur forstlichen Erschließung des nördlichen Schwarzwalds, Forschungen zur deutschen Landeskunde, Band 45, Leipzig 1944 (Nachdruck 1984)
- Wandlungen der Forstaufsicht über die Privatwaldungen in Baden, Habilitationsschrift, Karlsruhe und Freiburg im Breisgau 1953
- Blätter zur Berufskunde. Band 3: Berufe für Abiturienten – Diplom-Forstwirt. Bielefeld 1956. 5. Auflage 1971.
- mit Kurt Mantel: Studien zur Forstgesetzgebung in den ehemaligen Ländern Baden und Württemberg, Schriftenreihe der Landesforstverwaltung Baden-Württemberg, Band 5, Stuttgart und Freiburg im Breisgau 1960
- Das Grundstücksverkehrsgesetz vom 28. Juli 1961. Eine Einführung, Wiesbaden-Dotzheim 1962
- Forstwirtschaftliche Zusammenschlüsse in der Bundesrepublik Deutschland, Schriften des Deutschen Forstwirtschaftsrates e. V., Rheinbach bei Bonn 1968
- Quellen zur Geschichte der Forstlichen Fakultät der Georg-August-Universität Göttingen, Göttingen 1968
- Waldwirtschaft und Umwelt. Eine Einführung in die forstwirtschaftspolitischen Probleme der Industriegesellschaft, Hamburg und Berlin 1971, ISBN 3-490-03416-3
- Zur Geschichte der Forstgesetzgebung in Preußen, Schriftenreihe der Forstlichen Fakultät der Universität Göttingen und Mitteilungen der Niedersächsischen Forstlichen Versuchsanstalt, Band 47, Frankfurt am Main 1974, ISBN 3-7939-0310-9
- Auswirkungen der Revolution von 1848 und 1849 auf Wald und Jagd, auf Forstverwaltung und Forstbeamte, insbesondere in Baden, Schriftenreihe der Landesforstverwaltung Baden-Württemberg, Band 50, Stuttgart und Freiburg im Breisgau 1977
- zusammen mit Rolf Zundel: Forstgesetzgebung in der Bundesrepublik Deutschland. Übersicht nach Abschluß der Novellierungen (1980), Forstwissenschaftliche Forschungen, Heft 37 / Münchener Universitäts-Schriften, Hamburg und Berlin 1981, ISBN 3-490-23716-1
- Studien über Wilhelm Pfeil, Aus dem Walde, Heft 36, Hannover 1982
- Forstgeschichte. Ein Grundriß für Studium und Praxis, Pareys Studientexte, Nr. 48, Hamburg und Berlin 1985, ISBN 3-490-03316-7 (2. und 3. Auflage, von Ekkehard Schwartz erweiterte und aktualisierte Auflage Remagen 2002 und 2006, ISBN 3-935638-26-4)
- Forstbeamte im NS-Staat am Beispiel des ehemaligen Landes Baden, in: Schriftenreihe der Landesforstverwaltung Baden-Württemberg, Band 62, Stuttgart und Freiburg im Breisgau 1985
- Kleine Beiträge zur Forstgeschichte, insbesondere in Baden, Schriftenreihe der Landesforstverwaltung Baden-Württemberg, Band 67, Stuttgart 1989
- Aus alten Dienerakten – badische Bezirksförster zwischen 1780 und 1880, Schriftenreihe der Landesforstverwaltung Baden-Württemberg, Band 76, Stuttgart und Freiburg im Breisgau 1994

### Als Herausgeber
- zusammen mit Wilhelm Mantel: Georg Ludwig Hartig im Kreise seiner Familie. Kurze Lebens- und Familiengeschichte des Staatsrats und Oberlandforstmeisters Georg Ludwig Hartig; verfasst von seiner Gattin Theodora Hartig, 1826, Göttingen 1976
- Victor Dieterich: Gesammelte Aufsätze, insbesondere zur forstlichen Wirtschaftslehre, Schriftenreihe der Landesforstverwaltung Baden-Württemberg, Band 46, Stuttgart und Freiburg im Breisgau 1976
- Hellmut Gnändinger: Chronik einer Kriegsgefangenschaft (1944–1954), Göttingen 1980